# École nationale supérieure des arts décoratifs
La École nationale supérieure des arts décoratifs (ENSAD) è un'università di Parigi. La scuola è specializzata in arte e design ed è stata fondata nel XVIII e XIX secolo.
La Scuola è membro della PSL University. In questo contesto partecipa al corso di dottorato SACRe (Scienze, Arti, Creazione, Ricerca) la cui ambizione è quella di riunire artisti, creatori e scienziati.

## Insegnanti famosi
- Philippe Starck, un architetto e designer francese

## Laureati famosi
- Jules Dalou, uno scultore francese
- Hector Guimard, un architetto francese
- Christian-Jaque, un regista francese
- Léon Lhermitte, un pittore francese
- Rébecca Dautremer, un'illustratrice francese